# Burgau
Burgau es un municipio del distrito de Fürstenfeld, en el estado de Estiria (Austria).